# Karl Heinrich Geisler
Karl Heinrich Geisler, auch: Geißler (* 12. Mai 1742 in Pforta; † 4. November 1789 in Wittenberg) war ein deutscher Rechtswissenschaftler.

## Leben
Geboren als Sohn des Lehrers und Kantors am Gymnasium in Schulpforte Gottlob Geisler, genoss er auf dem Gymnasium seines Heimatortes seine erste solide Bildung. Am 4. Juni 1762 begann er an der Universität Leipzig ein Studium der Philosophie, wurde dort am 17. Dezember 1763 Baccalaureus und am 21. Februar 1765 erwarb er sich den akademischen Grad eines Magisters der Philosophie. Anfänglich wollte er sich im Anschluss einem Studium der Theologie widmen, schwenkte jedoch zur Rechtswissenschaft um.
Ihm wurde die Betreuung eines jungen dänischen Adligen in Leipzig anvertraut und nachdem er sich am 12. März 1768 das Recht erworben hatte akademische Vorlesungen zu halten, fand er am 28. Mai 1768 als Baccalaureus der Rechte Zugang zur juristischen Fakultät. Hier promovierte er am 10. April 1770 mit der Dissertation de conjunctione comitum Holsatiae cum ducatu Saxoniae (2. Teil) zum Doktor der Rechte und wurde kurz darauf kursächsischer Advokat. Noch im selben Jahr erfolgte ein Ruf an die Universität Erlangen, als fünfter ordentlicher Professor des Staatsrechts.
Diese Aufgabe trat er am 13. April 1771 mit seiner Antrittsrede De interpretatione pacis Westphalicae an und war damit verbunden Hofrat geworden. 1775 folgte er einem Ruf als Professor des Staatsrechts an die Universität Marburg, womit er hessischer Regierungsrat und 1779 Prorektor der Alma Mater wurde. 1783 geht er als Professor der Rechte an die Universität Göttingen, als großbritannisch-hannoverischer Hofrat. Im Kurfürstentum Sachsen war man darum bestrebt, den einstigen Landessohn für Aufgaben in seinem Heimatland zu gewinnen.
Dafür bot man ihm einen gut dotierten Lehrstuhl an der Universität Wittenberg. Dort wurde er 1784 Professor des Staatsrechts, Ordinarius der Juristenfakultät an der Wittenberger Hochschule, kursächsischer Hofrat, Direktor des Wittenberger Konsistoriums, Assessor des Hofgerichts und Schöppenstuhls. Geisler verstarb als hoch geachteter Staatsrechtler.
Geisler wurde 1776 in die Freimaurerloge „Zum gekrönten Löwen“ in Marburg aufgenommen.

## Werkauswahl
1. Diss. de pecunia in feudo constituta. Langenheim, Leipzig 1770. (Digitalisat)
2. Commentatio de gravaminibus religionis auctoritate iudiciorum Imp. tollendis. Walther, Erlangen 1771. (Digitalisat)
3. De interpretatione pacis Westphalicae commentatio I. Walther, Erlangen 1771. (Digitalisat Band 1), (Band 2) Marburg 1775. (Band 3) Marburg 1776.
4. Diss.. de hypotheca tacita domini ex caussa canonis emphyteutici. Walther, Erlangen 1773. (Digitalisat)
5. Progr. de iudicio super religione aliorum ferendo. Marburg 1779.
6. Progr. de loco investiturae breves animadversiones. Marburg 1779.
7. Progr. de antiquitatibus iuris publici ex disciplina Byzantina repetendis. Marburg 1779.
8. Progr. Nonnulla de retractu gentilitio inter nobiles Imperii, immediatos ex privilegiis statutisque equestribus non fundando. Bayrhofer, Marburg 1780. (Digitalisat)
9. Progr. de iure fisci civitatura Imperii. Bayrhofer, Marburg 1780. (Digitalisat)
10. Diss. de consociatione bonorum divisorum. Bayrhofer, Marburg 1780. (Digitalisat)
11. Commentationes de Landsassiatu L. I. Bayrhofer, Marburg 1781. (Digitalisat)
12. Diss. de feudo emtitio. Bayrhofer, Marburg 1782. (Digitalisat)
13. Progr. de potestate Imperatoris ordinandi regimen bonorum ecclesiasticorum imp. immediatorum. Dieterich, Göttingen 1783. (Digitalisat)
14. Progr. Observationes nonnullae de protocollis comitialibus. Dieterich, Göttingen 1734. (Digitalisat)
15. Progr. de analogia iuris publici. Duerr, Wittenberg 1784. (Digitalisat)
16. Animadversionum ex iure universo depromtarum spicilegium I. Duerr, Wittenberg 1787. (Digitalisat)
17. Diss. (resp. auctore Chrpb. Car. Stübel) De Satisfactione Personis Inprimisqve Feminis Illvstribvs De Inivriis Acceptis Praestanda Dispvtatio Ivris Pvblici.Dürr, Wittenberg 1788. (Digitalisat)
18. Diss. (resp. auctore Christi. Ern. Franck) de legato rei commercio exemtae. Wittenberg 1788